# Olivia Ward Bush-Banks
Olivia Ward Bush-Bancs (nascuda com Olivia Ward; 23 de maig de 1869 – 1944) fou una escriptora, poeta i periodista amb ancestres afroamericans i nadius Montaukett. Ward va recordar tots els seus dos patrimonis en la seva poesia i escrits. Fou una col·laboradora regular al Colored American magazine i va escriure una columna per la revista Westchester Rècord-Courier de New Rochelle, Nova York.

## Joventut i educació
Wardv va néixer el 23 de maig de 1869, en a Sag Port, Long Island, Nova York. Fou tercera de tres germanes i tenia ancestres mixtes afroamericans i Montaukett. La mare de Ward va morir quan ella tenia uns nou mesos, i el seu pare va anar a viure amb la seva família a Providence, Rhode Island. Quan el seu pare va casar-se en segones núpcies va fer que la germana de la seva mare cuidés a Oliva. Va assistir a escoles locals a Providence i estudià infermeria a l'institut. També es va interessar en el teatre i la poesia.

## Matrimoni i família
El 1889 Ward es va casar amb Frank Bush, amb el que van tenir dues filles, Rosamund i Maria. El 1895 es van separar i Ward va que la seva tieta Maria cuidés a les seves filles.
El 1916 Ward es va tornar a casar amb Anthony Banks.

## Carrera
Ward va treballar a Providence i a Boston en qualsevol feina per mantenir a la seva família. Tot i que tenia llargues jornades laborals, el 1899 va publicar el seu primer llibre de poesia titulat Original Poems. Aquesta obra va rebre una bona crítica per part del poeta afroamericà Paul Laurence Dunbar. Del 1900 al 1914 va treballar com assistent de director de teatre al Robert Gould Shaw Settlement House de Boston.
Ward va retornar a Long Island amb les seves filles, i va augmentar el seu interès en les arts. La seva mare i la tia s'havien criat en la cultura Montaukett, que era molt important per Ward. Fins al 1916 va viure a la part més oriental de South Fork, on feia d'historiadora tribal dels Montaukett. El 1914 va publicar el seu segon llibre de poemes, Driftwood, que va ser més popular que el primer.
Al voltant del 1918 Ward havia anat a viure a Chicago, Illinois,amb el seu segon marit Anthony Banks. El 1920 va escriure la seva primera obra de teatre, Indian Trails: or Trail of the Montauk, del que només n'han quedat alguns fragments. Després d'això Ward va començar a escriure sobre la seva experiència afroamericana. Durant la Gran Migració, Chicago havia esdevingut un centre urbà important per la vida, música i cultura negra, quan desenes de milers de negres van abandonar el sud rural dels Estats Units per anar a viure a les ciutats industrials del nord del pa´si.
Ward va esdevenir una col·laboradora regular de la revista Colored America i una forta seguidora del "Renaixement de Harlem." Va ajudar a l'escultor Richmond Barthé i al poeta/escriptor Langston Hughes durant el Harlem Renaixement. Ward va expressar la seva passió sobre les lluites dels afroamericans i la necessitat de canvis socials a través de les seves obres. Aquestes també desmostren la seva fe en Déu.
Establerta a Chicago, va acudir a l'Escola d'Expressió de Chicago, que havia esdevingut un lloc on els artistes negres es formaven en arts. A l'escola hi havia actuacions i recitals dels actors i músics que hi estudiaven. Ward va continuar els seus estudis artístics enfocant-se en el drama. També va treballar ensenyant teatre en el sistema escolar públic de Chicago. Des de finals de la dècada de 1920, va viatjar entre Chicago i Nova York, a on la seva filla Marie vivia amb la seva família.
A la dècada de 1930 Ward va rtornar a viure a New Rochelle, estat de Nova York. El 1936, durant la Gran Depressió, fou part del projecte Teatre de del Works Progress Administration. L'activista pels drets civils W.E.B. Du Bois, el poeta i novel·lista Counte Cullen i l'actor/cantant Paul Robeson foren amics seus.
A la dècada de 1930 va escriure una columna sobre art i fou editora del Westchester Record-Courier. També fou directora de teatre al centre comunitari de l'església baptista abissínia entre el 1936-39 Abyssinian Baptist. Aquesta església va servir com un lloc destacat per la música i art, tant religiosa com secular, durant el Harlem Renaissance.
Ward va escriure diverses obres de teatre i històries curtes, la majoria dels quals mai es van publicar, alguns perquè s'hi incloien episodis de cultura interracial.
Les obres de Ward són notables perquè preserven dialectes ètnics dels que no s'han guardat textos escrits. També va escriure sobre la seva experiència ameríndia, preservant coses del folklor i la llengua algonquina Montauk, sobretot durant els inicis de la seva carrera artística. Més tard, després d'anar a viure a Chicago, ella va escriure més sobre la seva experiència afroamericana, de la que en va reflectir els seus valors.
Olivia Ward Bush Banks va morir el 1944. Ella vivia amb la seva segona filla Marie i la seva neta, Helen, que vivien a Nova York.

## Obres
- 1910, Memories of Calvary: an Easter sketch
- 1914, Driftwood
- 1890, On the Long Island Indian
- 1991, The collected Works of Olivia Ward Bush-Banks
- 1899, Original poems